# Saint-Louis (region)

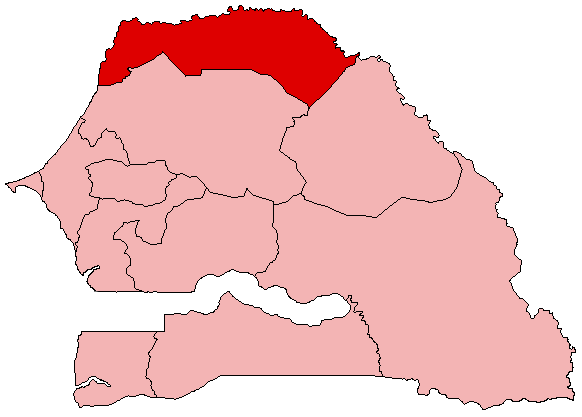
Regionen Saint-Louis i Senegal.

Saint-Louis är en av Senegals fjorton regioner. Den utgör den allra nordligaste delen av landet och har 812 412 invånare (31 december 2007) på en yta av 19 044 km². Administrativ huvudort är staden Saint-Louis.

## Administrativ indelning
Regionen är indelad i tre departement (département) som vidare är indelade i kommuner (commune), distrikt (arrondissement) och glesbygdskommuner (communaute rurale).
Daganas departement
- Kommuner: Dagana, Richard-Toll, Rosso
- Distrikt: Mbane, Ross Béthio

Podors departement
- Kommuner: Golléré, Ndiandane, Ndioum, Podor
- Distrikt: Cas-Cas, Gamadji Sarré, Saldé, Thillé Boubacar

Saint-Louis departement
- Kommun: Saint-Louis
- Distrikt: Rao